# Iapetushavet
Iapetushavet var et hav som eksisterede i de neoproterozoikiske og palæzoiske epoker af den geologiske tidsskala (mellem 600 og 400 millioner år siden). Iapetushavet lå på den sydlige halvkugle mellem Sydpolen og Ækvator, samt mellem datidens palæokontinenter Laurentia, Baltika og Avalonia. Havet forsvandt med de kaledonske, takoniske og akadiske bjergkædefoldninger, da disse tre palæokontinenter tilsammen dannede et nyt stort palæokontinent kaldet Laurasien.
Da Iapetushavet omtrentlig ligger mellem kontinentalsoklerne, som på et meget senere tidspunkt i store træk blev til Atlanterhavets modstående bredder, så kan det betragtes som en slags forløber for Atlanterhavet. Iapetushavet blev derfor opkaldt efter titanen Iapetus, som i græsk mytologi var far til Atlas.

## Forskningshistorie
Den amerikanske palæontolog Charles Walcott lagde i begyndelsen af 1900-tallet mærke til forskelle i bundlevende trilobitter i den tidlige periode af palæozoikum, mellem arterne fra Laurentia (ligesom olivellidae, den såkalte «pacifikanske fauna»), som findes i Skotland og i det vestlige Newfoundland og arterne fra Baltika (for eksempel paradoxididae, ofte benævnt den «atlantiske fauna»), som findes i de sydlige dele af De britiske Øer og i det østlige Newfoundland.
Da pladetektonik blev udviklet i 1960'erne konkluderede geologerne Arthur Holmes og John Tuzo Wilson at Atlanterhavet måtte have haft en forløber før Pangæa-epoken. Wilson lagde også mærke til at Atlanterhavet havde åbnet sig på omtrent samme sted som forløberen havde lukket sig. Siden har man fundet mange tegn på, at kontinentalplader er drevet fra hinanden og stødt sammen et utal af gange gennem Jordens historie, og at en sådan cyklus med spredning efterfulgt af kollision nu er navngivet en wilson-cyklus.

## Geodynamisk historie

### Neoproterozoikumsoprindelse
Selv om der er en god forståelse af hvordan Iapetushavet udviklede sig og forsvandt i palæozoikum så er den geodynamiske oprindelse mere uklar. I yngre Neoproterozoikum (omkring 800 millioner år siden) dannede Baltika, Laurentia, og Avalonia, som senere skulle blive Gondwanaland, tilsammen superkontinentet Rodinia. Den nøjagtige måde som palæokontinenterne blev sammenføjet på er imidlertid ikke klarlagt. Det er imidlertid klart at intrakratoniske bassiner havde udviklet sig i de nordlige dele af dette superkontinent i den kryogeniske periode (850-630 millioner år siden), et første tegn på palæokontinental opbrud (andre dele af Rodinia blev sandsynligvis brudt af endnu tidligere).
Mange steder i Skandinavien er der fundet basaltiske gange med en alder mellem 670 og 650 millioner år. Disse fund blev tolket som et bevis på, at den geologiske dannelse af Iapetushavet startede før den tid.
I Newfoundland og Labrador antages det også, at langtrækkende gange er blevet dannet under dannelsen af Iapetushavet.[6]
Det er blevet foreslået, at både Fensfeltet i Ulefoss, Norge og Alnöfeltet i Alnön i Sverige blev dannet som følge af mild udvidelsestektonik på palæokontinentet Baltika, der fulgte efter åbningen af Iapetushavet. I Newfoundland og Labrador er Long Range Dikes antaget at være dannet under skabelsen af Iapetushavet.

### Palæozoikum
| Denne tidsperiode er en del af Jordens historie. |
| Æon: Phanerozoikum Æra: Kænozoikum Neogen (nutid) Palæogen Æra: Mesozoikum Kridt Jura Trias Æra: Palæozoikum Perm Karbon Devon Silur Ordovicium Kambrium |
| Superæon: Prækambrium Æon: Proterozoikum Æon: Arkæikum Æon: Hadal                                                                                        |

I begyndelsen af palæozoikum dannede Iapetushavet et bredt oceanisk bassin mellem palæokontinenterne Laurentia (Skotland, Grønland og Nordamerika) i vest og Baltika (Skandinavien og dele af Nordøst-Europa) i øst. Havet var afgrænset i syd af det store palæokontinent Gondwanaland (som indeholdt det fremtidige Afrika, Sydamerika, sydlige Eurasien, Australien og Antarktis), senere af dele som brækkede af Gondwanaland, som mikropalæokontinentet Avalonia (i dag lithosfæren, som er spredt over det østlige New England, den sydlige del af Newfoundland, dele af New Brunswick og Nova Scotia, det sydlige Irland, det meste af England og Wales, Nederlandene og den nordlige del af Tyskland). Sydvest for Iapetus udviklede en vulkansk øbue sig fra tidlig kambrium (540 millioner år siden) og senere. Denne vulkanøbue blev dannet over en subduktion hvor Iapetushavets oceaniske lithosfære blev presset sydover under en anden oceanisk lithosfære.
Fra kambrium (omkring 550 millioner år siden) begyndte det vestlige Iapetushav at blive gradvist smallere på grund af subduktionen. Det samme skete længere mod nord og øst, hvor Avalonia og Baltika begyndte at bevæge sig mod Laurentia fra ordovicium (488-444 millioner år siden) og senere.
Den Finnmarkiske fase, som er fundet i den nordvestlige del af Skandinavien (560-480 millioner år siden) må være forårsaget af udviklingen af en ny subduktion langs den vestlige kant af Baltika.
Trilobit-faunaen på kontinentalsoklen til Baltika og Laurentia er stadig meget forskellige i ordovicium, mens silur-faunaen viser tiltagende blanding af arter fra begge sider, eftersom kontinenterne har bevæget sig nærmere hinanden.
I vest blev Iapetushavet lukket med bjergkædefoldningen den takoniske orogenese (480-430 millioner år siden), da vulkanøbuen kolliderede med Laurentia. Nogle forskere betragter også det oceaniske bassin syd for vulkanøbuen som en del af Iapetushavet. Denne gren blev senere lukket af bjergkædefoldningen den akadiske orogonese da Avalonia kolliderede med Laurentia. I mellemtiden havde de østlige dele også lukket sig: Tornquisthavet mellem Avalonia og Baltika i slutningen af ordovicium, og hoveddelen mellem Baltika-Avalonia og Laurentia i den grampianske fase og den skandiske fase af bjergkædefoldningen den kaledonske orogenese (440-420 millioner år siden). I slutningen af silurtiden (ca. 420 millioner år siden) var Iapetushavet fuldstændig forsvundet og den samlede masse af de tre palæokontinenter havde samlet sig i det «nye» palæokontinent Laurasien, som senere blev den nordlige del af superkontinentet Pangæa.

## Eksterne kilder
- Norges geologiske undersøkelser (NGO)